# Лимбург (Нидерландия)
 Тази статия е за нидерландската провинция Лимбург.  За едноименната провинция в Белгия вижте Лимбург (Белгия).  
Лимбург (на нидерландски: Limburg Limburg) е провинция в най-южната част на Нидерландия.
Граничи с нидерландските провинции Северен Брабант на запад и Гелдерланд на север, с Германия (провинция Северен Рейн-Вестфалия) на изток, с Белгия на югозапад. Столица е град Маастрихт.
Това е 9-а по територия провинция на Нидерландия с обща площ от 2147 km². Населението на провинцията е 1 115 895 души (по приблизителна оценка от януари 2021 г.). Гъстотата на населението е 519,8 души на km².
В провинция Лимбург има 40 общини, от които най-населените са Маастрихт, Ситард-Гелен, Венло и Хеерлен. Най-населените градове са Маастрихт, Хеерлен, Венло и Ситард.
В провинцията се говори лимбургски език от германския клон на индоевропейското езиково семейство. Той е регионален език в Нидерландски Лимбург, Белгийски Лимбург и граничните райони на Германия. Езикът се говори от приблизително 1,6 милиона души.